# Municipio de Washington (condado de Adair)
El municipio de Washington (en inglés: Washington Township) es un municipio ubicado en el condado de Adair en el estado estadounidense de Iowa. En el año 2000 el municipio tenía una población de 162 habitantes y una densidad poblacional de 1,8 personas por km².

## Geografía
El municipio de Washington se encuentra ubicado en las coordenadas 41°12′00″N 94°38′21″O / 41.20000, -94.63917..